# Mas Blau (Riudoms)
El Mas Blau és una masia de Riudoms (Baix Camp) inclosa a l'Inventari del Patrimoni Arquitectònic de Catalunya.

## Descripció
Es tracta d'un mas amb una base de tres plantes i dues més construïdes en forma de torre modernista. Dalt de la torre hi ha una petita torrassa. La coberta de tot l'edifici és plana excepte la de la torrassa que és de quatre vessants. Hi destaquen els estucats blaus i grocs.
És un edifici de propietat privada de fàcil accés des de la carretera N-420, antigament Carretera d'Alcolea. Té un bon estat de conservació.

## Història
Durant la Guerra Civil fou una caserna de comunicacions. Porta aquest nom perquè tot el mas estava pintat de blau.